# District de Suhl
Le district de Suhl était l'un des 15 Bezirke (districts) de la République démocratique allemande, nouvelles subdivisions administratives créées lors de la réforme territoriale de 1952 en remplacement des cinq Länder préexistants. Ces districts furent à leurs tours dissous en 1990, en vue de la réunification allemande et remplacés par les anciens cinq Länder reconstitués, dont le district de Suhl constitue la partie sud-ouest de l'actuel Land de Thuringe.
Immatriculation automobile : L, F

## Démographie
- 549 400 hab. en 1989

## Structure administrative
Le district comprenait :
- La ville-arrondissement (Stadtkreis) de :

1. Suhl

- Les arrondissements-ruraux (Landkreis) de :

1. Bad Salzungen
2. Hildburghausen
3. Ilmenau
4. Meiningen
5. Neuhaus am Rennweg
6. Schmalkalden
7. Sonneberg
8. Suhl-Campagne

## Gouvernement et les dirigeants du SED

### Premier secrétaire duSEDpour le district
- 1952–1954 Adolf Färber (1912–1987)
- 1954–1956 Kurt Schneidewind (1912–1983)
- 1956–1968 Otto Funke (1915–1997)
- 1968–1989 Hans Albrecht (1919–)
- 1989–1990 Peter Pechauf (1941–)

### Président du conseil de district
- 1952–1958 Fritz Sattler (1896–1964)
- 1958–1967 Wilhelm Behnke (1914–1975)
- 1967–1990 Arnold Zimmermann (1922–)
- 1990 Helmuth Vierling (1945–)
- 1990 Werner Ulbrich (1928–) (mandataire du gouvernement)